# Sisyrinchium nigricans
Sisyrinchium nigricans là một loài thực vật có hoa trong họ Diên vĩ. Loài này được Gay miêu tả khoa học đầu tiên năm 1854.